# Éric Carrière (football)
Pour les articles homonymes, voir Éric Carrière et Carrière.
Éric Carrière, né le 24 mai 1973 à Foix dans le département de l'Ariège, est un footballeur international français évoluant au poste de milieu de terrain. Sa carrière professionnelle s'étend de 1996 à 2010.
Passé notamment par Nantes et Lyon, il s'y construit un important palmarès en France, en remportant le championnat de France quatre saisons d'affilée (de 2001 à 2004), la Coupe de France à deux reprises, le Trophée des champions trois fois, ainsi qu'une Coupe Intertoto et la Coupe des confédérations 2001 avec l'équipe de France.
Souhaitant se reconvertir dans le football, il intègre en 2011 la promotion de formation au diplôme universitaire de « Manager général de Club sportif professionnel » au CDES, aux côtés notamment de Zinédine Zidane . En janvier 2014, Éric Carrière reçoit son diplôme.
Depuis 2010, il mène également une activité de consultant et commentateur sportif pour les matchs de football sur Canal +.

## Biographie

### Enfance et formation
Né à Foix, Éric Carrière commence le football à l’âge de six ans à Villenave-d'Ornon, près de Bordeaux. Son père est ensuite muté à Auch où Carrière continue en club. Après avoir déménagé à Leboulin dans la campagne gersoise, sur un petit terrain façonné par son père, Éric Carrière provoque à coup de dribbles et de crochets son aîné d'un an, Cyrille, futur joueur de Grenoble et entraîneur d'équipes jeunes au Tours FC. Dans le même temps, Éric devient progressivement un joueur remarqué au CS auscitain.
Au fil des années, le même constat accompagne chacune de ses sorties artistiques : « trop limité physiquement ». En minime puis cadet, il n'est plus surclassé. En troisième au collège d'Auch, il intègre la nouvelle classe-foot. Un an plus tard, il passe les tests pour intégrer le sport-étude de Toulouse, puis à nouveau après la seconde. Par deux fois, le verdict tombe encore : « insuffisance athlétique ». Il continue donc à Auch avec le parcours classique d’un amateur. Son rêve de devenir footballeur professionnel est alors peu à peu remplacé par la volonté de devenir professeur de mathématiques.
Il obtient son baccalauréat à dix-neuf ans, tout en jouant en équipe première avec Auch, en PH puis en DHR. Le diplôme en poche, il part à l’université de Toulouse. Ne pouvant faire les allers-retours trois à quatre fois par semaine pour s’entrainer, il décide de chercher un club près de la ville rose. Il rejoint alors Muret en National. D'abord remplaçant en équipe réserve, il gagne sa place de titulaire puis accède au groupe première en Division 3, l'élite du football français amateur, au bout d'un an et demi avant de se faire une place dans l'équipe. Increvable, il s'éclate aussi en semaine avec sa faculté et obtient deux titres de champion de France universitaire. Il est alors sélectionné en équipe de France universitaire. Il poursuit ses études jusqu'en DEUG de math mais n'obtient pas le diplôme. Grâce au travail de son père, il joue aussi en équipe de France des finances ATSCAF. En 1993, il est champion d'Europe des finances et en 1994, il joue un tournoi à Clairefontaine où il est repéré par Guy Hillion, recruteur pour le FC Nantes, et par la DTN. En juillet 1994, il remporte les Jeux de la Francophonie avec une sélection française composée de joueurs de moins de 20 ans parmi lesquels se trouvent Teddy Richert, Vikash Dhorasoo ou David Sommeil. Durant la compétition, il est la doublure de Dhorasoo et ne joue pas une minute.
Son premier essai à Nantes n'est pas concluant, mais le déclic surviendra l'année suivante. De passage en Haute-Garonne pour superviser Dominique Casagrande, le portier de Muret, le directeur sportif du FC Nantes Robert Budzynski est épaté par une « puce atomique » auteur de cinq passes décisives à l'occasion d'une victoire 6-0.

### Débuts professionnels tardifs à Nantes (1995-1998)
En juin 1995, à vingt-deux ans, Éric Carrière se retrouve en stage à La Jonelière. Plus âgé que les joueurs à ses côtés, il s'accroche à son rêve. À son arrivée au centre de formation, son corps peine à passer de deux entraînements par semaine à deux séances par jour. Souffrant des tendons et muscles, il se rapproche d'un fasciathérapeute œuvrant sur son équilibre, son renforcement musculaire et lui propose un travail à effectuer sur trois ans. Perfectionniste, conscient de ses limites du moment, Carrière s'entoure au fur et à mesure de trois personnes chargées de le conduire au sommet : à Stéphane Renaud s'ajoute une personne gérant l'extra-sportif et un préparateur technique, analyste et développeur de ses choix de jeu. Le tout représente 10 % de son salaire et la moitié des commissions touchées par les agents du meneur de jeu nantais.
Après deux saisons commencées avec l'équipe réserve, il rejoint peu à peu l'effectif professionnel. Le 20 décembre 1996, initié à la Division 1 à Gerland face à l'Olympique lyonnais (1-0) sous les ordres de Jean-Claude Suaudeau, il intègre les rangs professionnels la saison suivante avec Raynald Denoueix.

### Trophée avec Nantes et l'équipe de France (1998-2001)
Avec le FC Nantes, il remporte deux coupes de France (1999, 2000) et un championnat de France (2001).
La saison 2000-2001 est celle de la consécration. En trente-trois matchs, Carrière inscrit cinq buts et en offre douze autres à ses partenaires sans rencontrer le moindre pépin physique. Élu meilleur joueur du championnat et meilleur passeur, Éric est appelé en équipe de France par Roger Lemerre pour la Coupe des confédérations 2001. En l'absence de plusieurs titulaires, Carrière est sélectionné en compagnie d'autres novices, hérite du numéro 10 et doit remplacer Zinédine Zidane comme meneur de jeu. Le meilleur du groupe français aux tests aérobies donne deux passes décisives lors du premier match contre la Corée du Sud (5-0) et réussit son adaptation. Quatre jours plus tard face au Mexique, il marque deux fois (4-0). Ses deux autres apparitions sont plus discrètes, Carrière devenant joker lors des matches à élimination directe. Avec les Bleus, il remporte la compétition et, en compagnie de Robert Pirès, remporte le « Soulier d'or » (buts marqués et passes décisives combinés).
Après le titre, quelques jours après avoir promis fidélité au FCN, Éric Carrière est transféré dans la controverse à l'Olympique lyonnais, ce qui lui vaut d'être largement détesté par son ancien public, qui le siffle à ses venues à la Beaujoire.

### Olympique lyonnais (2001-2004)
Il inscrira un autre but face à Malte, match comptant pour les qualifications de l'Euro 2004 et un nouveau doublé face à la Serbie en Amical le 20 novembre 2002, ce match marquant également la dernière apparition d'Éric Carrière en Bleu. Il connut en tout 10 sélections et a inscrit 5 buts sous les couleurs françaises.
Trois fois champion avec Lyon, et donc titré quatre saisons de suite (2001, 2002, 2003, 2004), il est en 2004, moins utilisé par Paul Le Guen, dû notamment à une concurrence élevée entre milieux lyonnais, qui lui préfère le jeune Michael Essien. Éric Carrière quitte l'Olympique lyonnais pour rejoindre le club de Lens.

### RC Lens (2004-2008)
Carrière rejoint le RC Lens en 2004, au prix d'une réduction de salaire. Laissant d'abord sceptique le public lensois avec des performances en demi-teinte sous la direction de l'entraîneur Joël Muller. Il devient, sous la direction de Francis Gillot, l'un des joueurs les plus populaires du club. Etant une pièce importante de l'équipe à la lutte pour se qualifier en Ligue des champions, lors des saisons 2006 et 2007, lui et ses coéquipiers réalisent une saison catastrophique en 2007-2008.
En 2022, le magazine So Foot le classe dans le top 1000 des meilleurs joueurs du championnat de France, à la 82e place.

### Fin avec Dijon en Ligue 2 (2008-2010)
En juin 2008, à la suite de la descente en Ligue 2, Éric Carrière est laissé libre par les dirigeants lensois. Le 26 juin 2008, il signe un contrat au Dijon FCO (Ligue 2) pour deux saisons, et annonce en mars 2010 qu'il raccrochera les crampons à l'issue de la saison 2009-2010. Le 14 mai 2010, il joue le dernier match de sa belle carrière avec Dijon face à Angers (2-2). Il quitte le stade Gaston-Gérard sous l'ovation du public dijonnais.

### Reconversion (depuis 2010)
En 2010, il devient consultant sur Canal+ où il commente les matchs de Ligue 1 sur Foot+.
Fin 2011, dans une longue interview accordée au site Hors Format, Éric Carrière avoue qu'il ne sait pas encore s'il se verrait à la tête d'un club : « Je ne suis pas encore persuadé que c’est vers ces métiers-là que je me tournerai. Pas par manque de passion. Plutôt d’un point de vue familial. Ce n’est pas toujours compatible. »
En mai 2012, il devient membre du conseil de surveillance au Dijon FCO.
En septembre 2012, il rejoint son ami Dominique Casagrande et s'associe dans le projet Footengo.
En octobre 2012, il devient chroniqueur au Canal Football Club.
Depuis septembre 2013, il commente la Ligue des Champions avec Grégoire Margotton puis Stéphane Guy. Le 2 mai 2018, il commente avec David Berger la demi-finale de Ligue des champions entre l'AS Roma et Liverpool sur C8, chaîne du groupe Canal+.
Il est également consultant sur Canal + dans l'émission J+1 ainsi que dans la quotidienne du Late Football Club.

## Statistiques

### Détails par saison
| Saison                | Club                  | Championnat           | Championnat | Championnat | Championnat | Coupe(s) nationale(s) | Coupe(s) nationale(s) | Coupe(s) nationale(s) | Compétition(s) continentale(s) | Compétition(s) continentale(s) | Compétition(s) continentale(s) | Compétition(s) continentale(s) | France | France | France | Total | Total | Total |
| Saison                | Club                  | Division              | M.          | B.          | P.d.        | M.                    | B.                    | P.d.                  | Comp.                          | M.                             | B.                             | P.d.                           | M.     | B.     | P.d.   | M.    | B.    | P.d.  |
| 1996-1997             | FC Nantes             | Division 1            | 2           | 0           | -           | 1                     | 0                     | -                     | C4                             | 3                              | 0                              | -                              | -      | -      | -      | 6     | 0     | 0     |
| 1997-1998             | FC Nantes             | Division 1            | 27          | 1           | -           | 1                     | 0                     | -                     | C3                             | 1                              | 0                              | -                              | -      | -      | -      | 29    | 1     | 0     |
| 1998-1999             | FC Nantes             | Division 1            | 33          | 1           | -           | 7                     | 0                     | -                     | -                              | -                              | -                              | -                              | -      | -      | -      | 40    | 1     | 0     |
| 1999-2000             | FC Nantes             | Division 1            | 32          | 5           | 2           | 8                     | 2                     | -                     | C3                             | 6                              | 1                              | -                              | -      | -      | -      | 46    | 8     | 2     |
| 2000-2001             | FC Nantes             | Division 1            | 33          | 5           | 10          | 9                     | 2                     | -                     | C3                             | 8                              | 1                              | -                              | 4      | 2      | 1      | 54    | 10    | 11    |
| 2001-2002             | FC Nantes             | Division 1            | 1           | 0           | 0           | -                     | -                     | -                     | -                              | -                              | -                              | -                              | -      | -      | -      | 1     | 0     | 0     |
| Sous-total            | Sous-total            | Sous-total            | 128         | 12          | 12          | 26                    | 4                     | -                     | -                              | 18                             | 2                              | -                              | 4      | 2      | 1      | 176   | 20    | 13    |
| 2001-2002             | Olympique lyonnais    | Division 1            | 27          | 3           | 8           | 4                     | 0                     | -                     | C1+C3                          | 5+4                            | 4+0                            | 1+1                            | 3      | 0      | 1      | 43    | 7     | 11    |
| 2002-2003             | Olympique lyonnais    | Ligue 1               | 37          | 6           | 10          | 2                     | 0                     | -                     | C1+C3                          | 6+1                            | 2+0                            | 4+0                            | 3      | 3      | 0      | 49    | 11    | 14    |
| 2003-2004             | Olympique lyonnais    | Ligue 1               | 28          | 2           | 4           | 4                     | 0                     | -                     | C1                             | 6                              | 0                              | 0                              | -      | -      | -      | 38    | 2     | 4     |
| Sous-total            | Sous-total            | Sous-total            | 92          | 11          | 22          | 10                    | 0                     | -                     | -                              | 22                             | 6                              | 6                              | 6      | 3      | 1      | 130   | 20    | 29    |
| 2004-2005             | RC Lens               | Ligue 1               | 33          | 3           | 6           | 4                     | 0                     | -                     | -                              | -                              | -                              | -                              | -      | -      | -      | 37    | 3     | 6     |
| 2005-2006             | RC Lens               | Ligue 1               | 26          | 0           | 2           | 2                     | 0                     | -                     | C3+C4                          | 7+5                            | 0                              | 1+0                            | -      | -      | -      | 40    | 0     | 3     |
| 2006-2007             | RC Lens               | Ligue 1               | 32          | 2           | 3           | 5                     | 1                     | -                     | C3                             | 9                              | 0                              | 0                              | -      | -      | -      | 46    | 3     | 3     |
| 2007-2008             | RC Lens               | Ligue 1               | 22          | 0           | 2           | 6                     | 2                     | -                     | C3+C4                          | 4+2                            | 2+0                            | 0                              | -      | -      | -      | 34    | 4     | 2     |
| Sous-total            | Sous-total            | Sous-total            | 113         | 5           | 13          | 17                    | 3                     | -                     | -                              | 27                             | 2                              | 1                              | -      | -      | -      | 157   | 10    | 14    |
| 2008-2009             | Dijon FCO             | Ligue 2               | 36          | 7           | 4           | 3                     | 0                     | -                     | -                              | -                              | -                              | -                              | -      | -      | -      | 39    | 7     | 4     |
| 2009-2010             | Dijon FCO             | Ligue 2               | 31          | 0           | 4           | 4                     | 1                     | -                     | -                              | -                              | -                              | -                              | -      | -      | -      | 35    | 1     | 4     |
| Sous-total            | Sous-total            | Sous-total            | 67          | 7           | 8           | 7                     | 1                     | -                     | -                              | -                              | -                              | -                              | -      | -      | -      | 74    | 8     | 8     |
| Total sur la carrière | Total sur la carrière | Total sur la carrière | 400         | 35          | 55          | 60                    | 8                     | -                     | -                              | 67                             | 10                             | 7                              | 10     | 5      | 2      | 537   | 58    | 64    |

## Palmarès

### En club
- Champion de France en 2001 avec le FC Nantes, puis en 2002, 2003 et 2004 avec l'OL
- Vainqueur de la Coupe de France en 1999 et 2000 avec le FC Nantes
- Vainqueur du Trophée des Champions en 1999 avec le FC Nantes, puis en 2002 et 2003 avec l'OL
- Vainqueur de la Coupe Intertoto en 2005 avec le RC Lens
- Finaliste de la Coupe de la Ligue en 2008 avec le RC Lens
- Finaliste du Trophée des Champions en 2000 avec le FC Nantes

### En équipe de France
- 10 sélections et 5 buts entre 2001 et 2002
- Vainqueur de la Coupe des Confédérations en 2001

#### Matchs internationaux
| Matchs internationaux d'Éric Carrière | Matchs internationaux d'Éric Carrière | Matchs internationaux d'Éric Carrière    | Matchs internationaux d'Éric Carrière | Matchs internationaux d'Éric Carrière | Matchs internationaux d'Éric Carrière            | Matchs internationaux d'Éric Carrière                                   |
| #                                     | Date                                  | Lieu                                     | Adversaire                            | Résultat                              | Compétition                                      | Notes                                                                   |
| ------------------------------------- | ------------------------------------- | ---------------------------------------- | ------------------------------------- | ------------------------------------- | ------------------------------------------------ | ----------------------------------------------------------------------- |
| 1                                     | 30 mai 2001                           | Stade de Daegu, Daegu, Corée du Sud      | Corée du Sud                          | V 5 - 0                               | Premier tour de la Coupe des confédérations 2001 | Titulaire, remplacé par Youri Djorkaeff à la 71e minute.                |
| 2                                     | 3 juin 2001                           | Stade d'Ulsan Munsu, Daegu, Corée du Sud | Mexique                               | V 4 - 0                               | Premier tour de la Coupe des confédérations 2001 | Titulaire et double buteur.                                             |
| 3                                     | 7 juin 2001                           | Stade de Suwon, Suwon, Corée du Sud      | Brésil                                | V 2 - 1                               | Demi-finale de la Coupe des confédérations 2001  | Entre en jeu à la place de Youri Djorkaeff à la 60e minute.             |
| 4                                     | 10 juin 2001                          | Stade de Yokohama, Yokohama, Japon       | Japon                                 | V 1 - 0                               | Finale de la Coupe des confédérations 2001       | Entre en jeu à la place de Youri Djorkaeff à la 65e minute.             |
| 5                                     | 11 novembre 2001                      | Cricket Ground, Melbourne, Australie     | Australie                             | N 1 - 1                               | Match amical                                     | Entre en jeu à la place de Claude Makélélé à la 66e minute.             |
| 6                                     | 13 février 2002                       | Stade de France, Saint-Denis, France     | Roumanie                              | V 2 - 1                               | Match amical                                     | Entre en jeu à la place de Zinédine Zidane à la 71e minute.             |
| 7                                     | 27 mars 2002                          | Stade de France, Saint-Denis, France     | Écosse                                | V 5 - 0                               | Match amical                                     | Entre en jeu à la place de David Trezeguet à la 73e minute.             |
| 8                                     | 21 août 2002                          | Stade du 7 Novembre, Radès, Tunisie      | Tunisie                               | N 1 - 1                               | Match amical                                     | Titulaire, remplacé par Emmanuel Petit à la 46e minute.                 |
| 9                                     | 16 octobre 2002                       | Ta' Qali Stadium, Ħ'Attard, Malte        | Malte                                 | V 4 - 0                               | Éliminatoires Euro 2004                          | Entre en jeu à la place de Thierry Henry à la 77e minute, puis buteur.  |
| 10                                    | 20 novembre 2002                      | Stade de France, Saint-Denis, France     | RF Yougoslavie                        | V 3 - 0                               | Match amical                                     | Titulaire et double buteur, remplacé par Ludovic Giuly à la 85e minute. |

#### Buts internationaux
| Buts internationaux d'Éric Carrière | Buts internationaux d'Éric Carrière | Buts internationaux d'Éric Carrière      | Buts internationaux d'Éric Carrière | Buts internationaux d'Éric Carrière | Buts internationaux d'Éric Carrière              | Buts internationaux d'Éric Carrière | Buts internationaux d'Éric Carrière | Buts internationaux d'Éric Carrière | Buts internationaux d'Éric Carrière |
| #                                   | Date                                | Lieu                                     | Adversaire                          | Résultat                            | Compétition                                      | Détail                              | Détail                              | Détail                              | Sél.                                |
| ----------------------------------- | ----------------------------------- | ---------------------------------------- | ----------------------------------- | ----------------------------------- | ------------------------------------------------ | ----------------------------------- | ----------------------------------- | ----------------------------------- | ----------------------------------- |
| 1                                   | 3 juin 2001                         | Stade d'Ulsan Munsu, Daegu, Corée du Sud | Mexique                             | V 4 - 0                             | Premier tour de la Coupe des confédérations 2001 | 63e                                 | du pied droit                       | 2-0                                 | 2e                                  |
| 2                                   | 3 juin 2001                         | Stade d'Ulsan Munsu, Daegu, Corée du Sud | Mexique                             | V 4 - 0                             | Premier tour de la Coupe des confédérations 2001 | 83e                                 | du pied droit                       | 4-0                                 | 2e                                  |
| 3                                   | 16 octobre 2002                     | Ta' Qali Stadium, Ħ'Attard, Malte        | Malte                               | V 4 - 0                             | Éliminatoires Euro 2004                          | 84e                                 | du pied droit                       | 4-0                                 | 9e                                  |
| 4                                   | 20 novembre 2002                    | Stade de France, Saint-Denis, France     | RF Yougoslavie                      | V 3 - 0                             | Match amical                                     | 11e                                 | du pied droit                       | 1-0                                 | 10e                                 |
| 5                                   | 20 novembre 2002                    | Stade de France, Saint-Denis, France     | RF Yougoslavie                      | V 3 - 0                             | Match amical                                     | 49e                                 | du pied gauche                      | 2-0                                 | 10e                                 |

### Distinctions individuelles
- Élu meilleur joueur de Division 1 en 2001
- Co-meilleur buteur de la Coupe des confédérations en 2001 (2 buts)
- Meilleur passeur de Ligue 1 en 2001 et 2002